# Linea Ōedo
La linea Ōedo (大江戸線?, Ōedo-sen), ufficialmente conosciuta come Line No.12 - Toei Oedo Line, è una delle linee della metropolitana di Tokyo, gestita dal Toei (l'ufficio metropolitano dei trasporti di Tokyo).
È contrassegnata dal colore magenta e le sue stazioni assumono una sigla in codice composta dalla lettera E seguita dal numero progressivo della stazione. La linea, partendo dalla stazione di Hikarigaoka, passa per la stazione di Tochōmae, e si ripiega su sé stessa, ritornando di nuovo alla stazione di Tochōmae, dove termina. Essa non è propriamente una linea circolare e segue un percorso leggermente alternativo rispetto alla Linea Yamanote della JR East che circola in superficie.
A differenza di tutte le altre linee della metropolitana di Tokyo, la Linea Oedo utilizza dei motori lineari per la propulsione dei convogli.

## Stazioni
| Numero | Stazione               | Giapponese   | Distanza (km) | Distanza (km) | Collegamenti | Posizione |
| Numero | Stazione               | Giapponese   | Interstazione | Totale        | Collegamenti | Posizione |
| ------ | ---------------------- | ------------ | ------------- | ------------- | --- | --------- |
|        | Tochōmae               | 都庁前       | -             | 0.0           | Linea Ōedo (per Hikarigaoka e Roppongi) | Shinjuku  |
|        | Shinjuku-Nishiguchi    | 新宿西口     | 0.8           | 0.8           | Linea Marunouchi (M-08) ■ Linea Chūō Rapida ■ Linea Chūō-Sōbu ■ Linea Yamanote ■ Linea Saikyō ■ Linea Shōnan-Shinjuku ■ Linea Odakyū Odawara ■ Linea Keiō ■ Nuova linea Keiō ■ Linea Seibu Shinjuku | Shinjuku  |
|        | Higashi-Shinjuku       | 東新宿       | 1.4           | 2.2           | Linea Fukutoshin (F-12) | Shinjuku  |
|        | Wakamatsu-Kawada       | 若松河田     | 1.0           | 3.2           | | Shinjuku  |
|        | Ushigome-Yanagichō     | 牛込柳町     | 0.6           | 3.8           | | Shinjuku  |
|        | Ushigome-Kagurazaka    | 牛込神楽坂   | 1.0           | 4.8           | | Shinjuku  |
|        | Iidabashi              | 飯田橋       | 1.0           | 5.8           | Linea Tōzai (T-06) Linea Yūrakuchō (Y-13) Linea Namboku (N-10) ■ Linea Chūō-Sōbu | Bunkyō    |
|        | Kasuga                 | 春日         | 1.0           | 6.8           | Linea Mita (I-12) Linea Marunouchi (Stazione di Kōrakuen: M-22) Linea Namboku (Kōrakuen: N-11) | Bunkyō    |
|        | Hongō-Sanchōme         | 本郷三丁目   | 0.8           | 7.6           | Linea Marunouchi (M-21) | Bunkyō    |
|        | Ueno-Okachimachi       | 上野御徒町   | 1.1           | 8.7           | Linea Ginza (Stazione di Ueno-Hirokōji: G-15) Linea Hibiya (Stazione di Naka-Okachimachi: H-16) ■ Linea Yamanote (Okachimachi) ■ Linea Keihin-Tōhoku (Okachimachi)                                  | Taitō     |
|        | Shin-Okachimachi       | 新御徒町     | 0.8           | 9.5           | Tsukuba Express (02) | Taitō     |
|        | Kuramae                | 蔵前         | 1.0           | 10.5          | Linea Asakusa (A-17) | Taitō     |
|        | Ryōgoku                | 両国         | 1.2           | 11.7          | ■ Linea Chūō-Sōbu | Sumida    |
|        | Morishita              | 森下         | 1.0           | 12.7          | Linea Shinjuku (S-11) | Kōtō      |
|        | Kiyosumi-shirakawa     | 清澄白河     | 0.6           | 13.3          | Linea Hanzōmon (Z-11) | Kōtō      |
|        | Monzen-Nakachō         | 門前仲町     | 1.2           | 14.5          | Linea Tōzai (T-12) | Kōtō      |
|        | Tsukishima             | 月島         | 1.4           | 15.9          | Linea Yūrakuchō (Y-21) | Chūō      |
|        | Kachidoki              | 勝どき       | 0.8           | 16.7          | | Chūō      |
|        | Tsukijishijō           | 築地市場     | 1.5           | 18.2          | | Chūō      |
|        | Shiodome               | 汐留         | 0.9           | 19.1          | Yurikamome (U-02) | Minato    |
|        | Daimon                 | 大門         | 0.9           | 20.0          | Linea Asakusa (A-09) ■ Linea Yamanote (Hamamatsuchō) ■ Linea Keihin-Tōhoku(Hamamatsuchō) Monorotaia di Tokyo (Hamamatsuchō)                                                                         | Minato    |
|        | Akabanebashi           | 赤羽橋       | 1.3           | 21.3          | | Minato    |
|        | Azabu-Jūban            | 麻布十番     | 0.8           | 22.1          | Linea Namboku (N-04) | Minato    |
|        | Roppongi               | 六本木       | 1.1           | 23.2          | Linea Hibiya (H-04) | Minato    |
|        | Aoyama-itchōme         | 青山一丁目   | 1.3           | 24.5          | Linea Ginza (G-04) Linea Hanzōmon (Z-03) | Minato    |
|        | Kokuritsu-Kyōgijō      | 国立競技場   | 1.2           | 25.7          | Linea Chūō-Sōbu (Sendagaya) | Shinjuku  |
|        | Yoyogi                 | 代々木       | 1.5           | 27.2          | ■ Linea Chūō-Sōbu ■ Linea Yamanote | Shibuya   |
|        | Shinjuku               | 新宿         | 0.6           | 27.8          | Linea Shinjuku (S-01) ■ Linea Chūō Rapida ■ Linea Chūō-Sōbu ■ Linea Yamanote ■ Linea Saikyō ■ Linea Shōnan-Shinjuku ■ Linea Odakyū Odawara ■ Linea Keiō ■ Nuova linea Keiō ■ Linea Seibu Shinjuku   | Shibuya   |
|        | Tochōmae               | 都庁前       | 0.8           | 28.6          | Linea Ōedo (per Iidabashi) | Shinjuku  |
|        | Nishi-Shinjuku-Gochōme | 西新宿五丁目 | 0.8           | 29.4          | | Shinjuku  |
|        | Nakano-Sakaue          | 中野坂上     | 1.2           | 30.6          | Linea Marunouchi (M-06) | Nakano    |
|        | Higashi-Nakano         | 東中野       | 1.0           | 31.6          | ■ Linea Chūō-Sōbu | Nakano    |
|        | Nakai                  | 中井         | 0.8           | 32.4          | ■ Linea Seibu Shinjuku | Shinjuku  |
|        | Ochiai-Minami-Nagasaki | 落合南長崎   | 1.3           | 33.7          | | Shinjuku  |
|        | Shin-Egota             | 新江古田     | 1.6           | 35.3          | | Nakano    |
|        | Nerima                 | 練馬         | 1.6           | 36.9          | Linea Seibu Ikebukuro Linea Seibu Yūrakuchō Linea Seibu Toshima | Nerima    |
|        | Toshimaen              | 豊島園       | 0.9           | 37.8          | Linea Seibu Toshima | Nerima    |
|        | Nerima-Kasugachō       | 練馬春日町   | 1.5           | 39.3          | | Nerima    |
|        | Hikarigaoka            | 光が丘       | 1.4           | 40.7          | | Nerima    |

## Progetti futuri
- Il 15 febbraio 2007 a seguito della richiesta da più parti, il governo di Tokyo ha affermato di avviare un progetto per aumentare la capienza e la frequenza dei treni grazie anche a un miglioramento del sistema di segnalamento.[1].
- È stato proposto un prolungamento a partire dalla stazione di Hikarigaoka verso Ōizumi Gakuen-machi e la città di Niiza nella prefettura di Saitama, fino a raggiungere la stazione di Higashi-Tokorozawa per permettere l'interscambio con la linea Musashino della JR East.[2] Per la sezione fra Hikarigaoka e Ōizumi Gakuen-machi i lavori propedeutici dovrebbero partire nel 2015[3]。また新座市によれば、非公式に東京都から新座市内への1駅設置と車庫建設を提案されているという[4]。
- Da Ōizumi Gakuen-machi la linea procederà quindi verso sud, nel quartiere di Setagaya per tornare quindi verso Tochō-mae formando una sorta di "8". Tuttavia il progetto dettagliato non è ancora stato portato a termine.[5]